# Бай (озеро)
Бай (таг. Laguna de Bay) — крупнейшее озеро Филиппин. Находится на острове Лусон в провинциях Лагуна, Рисаль и Столичном регионе.

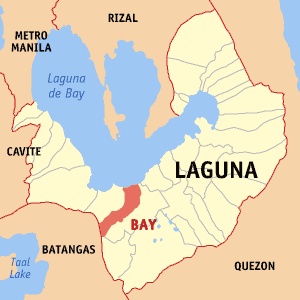
Филиппинские провинции у озера

Площадь зеркала 949 км². Длина 41 км, ширина — 36 км. Средняя глубина 2,8 м, максимальная до 20 м у пролива Дьябло. Высота над уровнем моря около 2 метров.
В озеро впадает 21 река, вытекает Пасиг.
Острова: Талим, Бонга, Пихан, Малахи, Каламба.
На полуострове в самой южной части озера на расстоянии 50 м от берега находится небольшое кратерное озеро Тадлак.

## Название
Тагальское название «Бай» озеро получило из испанского «озеро Бай», по названию города Бай на берегу озера. Иногда озеро называется просто «Лагуна», от этого названия получило своё имя провинция Лагуна на острове Лусон. Доиспанское название озера — Пулилан (Pulilan).